# Championnat des Philippines de basket-ball
Pour les articles homonymes, voir PBA.
La Philippine Basketball Association (PBA) est une ligue de basket-ball professionnelle philippine, créée en 1975. Ce championnat est composé de dix équipes sous forme de franchise sponsorisées par des marques. Les règles de la ligue sont un mélange entre celles de la FIBA et celles de la NBA.

## Historique

Logo de 1975 à 1988
Logo de 1989 à 1992

## Format
Contrairement aux autres ligues, il n'y a pas de champion de la PBA. La saison se divise en conférences (à ne pas confondre avec la définition de conférence dans le contexte sportif en tant que groupe d'équipes réparties géographiquement) ou tournois, où les équipes s'affrontent pour une coupe de conférence. Les vainqueurs des coupes de conférence ne se rencontrent pas à l'issue de la saison pour déterminer le champion. Les vainqueurs de chaque conférence sont les champions de la ligue, la Philippine Cup étant la conférence la plus prestigieuse de la saison.
Une saison est composée de trois conférences. Depuis la saison 2010-2011, les conférences sont nommées coupes Philippine, Commissioner's et Governors', qui se terminent par une finale au meilleur des sept matchs où le vainqueur remporte la coupe de conférence. Si une équipe remporte toutes les conférences, l'équipe est désignée comme le champion « Grand Slam ». Une draft se tient au mois d'août.

### Commissaires
- Leopoldo Prieto (1975-1983)
- Col. Mariano Yenko (1983-1987)
- Atty. Rodrigo Salud (1988-1992)
- Reynaldo Marquez (1992-1993)
- Emilio Bernardino, Jr. (1993-2002)
- Jose Emmanuel Eala (2003-2007)
- Renauld Barrios (2007-2010)
- Atty. Angelico Salud (depuis 2010)[1],[2]

## Équipes actuelles
Toutes les franchises sont détenues par des entreprises. Elles ne sont pas basées dans un lieu géographique fixe, elles n'ont donc pas de salle attitrée. La ligue loue les différentes salles où les équipes jouent. Le nom d'une équipe est souvent divisée en trois parties : la première est le nom de l'entreprise, la deuxième est celui du produit et la troisième est un surnom, souvent en lien avec le secteur d'activité de l'entreprise. Par exemple, les Petron Blaze Boosters est une équipe détenue par San Miguel Corporation, le surnom « Boosters » " étant lié à l'activité de Petron Blaze. Les noms du produit sont parfois fusionnés avec le surnom de l'équipe. Bien que le nom de l'entreprise change rarement, le nom du produit et le surnom changent fréquemment, maximisant la publicité que la ligue peut apporter à l'entreprise.
Notes
- (♯) - désigne une filiale de San Miguel Corporation.
- (°) - désigne une filiale de Manny V. Pangilinan.
- (‡) - désigne une filiale de Linaheim Corporate Services.
- (**) - les San Miguel Beermen n'ont pas participé aux deux premières conférences lors de la saison 1986.

## Champions par saison
- Remporte la Grand Slam
- Remporte les deux premiers tournois dans une saison
- Conférence spéciale; ne compte pas comme un trophée PBA.

### 1975-1983: Ère Prieto
| Saison | Conférence                     | Champion                | Score | Finaliste    | 3e place        | Entraîneur champion |
| ------ | ------------------------------ | ----------------------- | ----- | ------------ | --------------- | ------------------- |
| 1975   | All-Filipino Conference        | Toyota                  | 3–1   | Crispa       | U/Tex           | Dante Silverio      |
| 1975   | Conference                     | Toyota                  | 2–1   | Crispa       | Noritake        | Dante Silverio      |
| 1975   | All-Philippine                 | Crispa                  | 3–2   | Toyota       | U/Tex           | Baby Dalupan        |
| 1976   | All-Filipino Conference        | Crispa                  | 3–1   | Toyota       | Mariwasa        | Baby Dalupan        |
| 1976   | Open Conference                | Crispa                  | 3–1   | Toyota       | Royal           | Baby Dalupan        |
| 1976   | All-Philippine Championship    | Crispa                  | 3–2   | Toyota       | U/Tex           | Baby Dalupan        |
| 1977   | All-Filipino Conference        | Crispa                  | 3–2   | Mariwasa     | Toyota          | Baby Dalupan        |
| 1977   | Open Conference                | Crispa                  | 3–2   | U/Tex        | Toyota          | Baby Dalupan        |
| 1977   | Invitational Championship      | Toyota                  | 3–0   | Emtex Brazil | Crispa          | Dante Silverio      |
| 1978   | All-Filipino Conference        | Toyota                  | 3–1   | Filmanbank   | Tanduay         | Dante Silverio      |
| 1978   | Open Conference                | U/Tex                   | 3–0   | Crispa       | Toyota          | Tommy Manotoc       |
| 1978   | Invitational Championship      | Toyota                  | 3–1   | Tanduay      | Crispa          | Dante Silverio      |
| 1979   | All-Filipino Conference        | Crispa                  | 3–2   | Toyota       | Tanduay         | Baby Dalupan        |
| 1979   | Open Conference                | Royal                   | 3–1   | Toyota       | Great Taste     | Eddie Ocampo        |
| 1979   | Invitational Championship      | Toyota                  | 3–1   | Crispa       | U/Tex           | Fort Acuña          |
| 1980   | Open Conference                | U/Tex                   | 3–2   | Toyota       | Crispa          | Tommy Manotoc       |
| 1980   | Invitational                   | Nicholas Stoodley (USA) | 2–0   | Toyota       | Adidas (France) | Jerry Webber        |
| 1980   | All-Filipino Conference        | Crispa                  | 3–1   | Toyota       | Tanduay         | Baby Dalupan        |
| 1981   | Open Conference                | Toyota                  | 3–2   | Crispa       | U/Tex           | Eddie Ocampo        |
| 1981   | Reinforced Filipino Conference | Crispa                  | 3–1   | U/Tex        | Presto          | Baby Dalupan        |
| 1982   | Reinforced Filipino Conference | Toyota                  | 4–3   | San Miguel   | Crispa          | Eddie Ocampo        |
| 1982   | Invitational Championship      | San Miguel              | 2–1   | Crispa       | Corée du Sud    | Tommy Manotoc       |
| 1982   | Open Conference                | Toyota                  | 3–0   | Gilbey's     | San Miguel      | Eddie Ocampo        |
| 1983   | All-Filipino Conference        | Crispa                  | 3–0   | Gilbey's     | Great Taste     | Tommy Manotoc       |
| 1983   | Reinforced Filipino Conference | Crispa                  | 3–2   | Great Taste  | Tanduay         | Tommy Manotoc       |
| 1983   | Open Conference                | Crispa                  | 3–0   | Great Taste  | San Miguel      | Tommy Manotoc       |

### 1984–1992: Ère Yenko et R. Salud
| Saison | Conférence                     | Champion        | Score | Finaliste     | 3e place            | Entraîneur champion |
| ------ | ------------------------------ | --------------- | ----- | ------------- | ------------------- | ------------------- |
| 1984   | First All-Filipino Conference  | Crispa          | 4–1   | Gilbey's      | Northern Cement     | Narciso Bernardo    |
| 1984   | Second All-Filipino Conference | Great Taste     | 3–0   | Beer Hausen   | Tanduay             | Baby Dalupan        |
| 1984   | Invitational Championship      | Great Taste     | 3–2   | Crispa        | Beer Hausen         | Baby Dalupan        |
| 1985   | Open Conference                | Great Taste     | 4–2   | Magnolia      | Northern Cement     | Baby Dalupan        |
| 1985   | All-Filipino Conference        | Great Taste     | 3–1   | Shell         | Tanduay             | Baby Dalupan        |
| 1985   | Reinforced Conference          | Northern Cement | 4–0   | Manila Beer   | Ginebra             | Ron Jacobs          |
| 1986   | Reinforced Conference          | Tanduay         | 4–2   | Great Taste   | Ginebra             | Turo Valenzona      |
| 1986   | All-Filipino Conference        | Tanduay         | 3–1   | Ginebra       | Shell               | Turo Valenzona      |
| 1986   | Open Conference                | Ginebra         | 4–1   | Manila Beer   | Great Taste         | Robert Jaworski     |
| 1987   | Open Conference                | Tanduay         | 4–1   | Great Taste   | Magnolia            | Turo Valenzona      |
| 1987   | All-Filipino Conference        | Great Taste     | 3–0   | Hills Bros.   | Magnolia            | Baby Dalupan        |
| 1987   | PBA/IBA World Challenge Cup*   | Great Taste     | 1–0   | IBA All-Stars | San Miguel          | Baby Dalupan        |
| 1987   | Reinforced Conference          | San Miguel      | 4–1   | Hills Bros.   | Ginebra             | Norman Black        |
| 1988   | Open Conference                | San Miguel      | 4–3   | Purefoods     | Alaska              | Norman Black        |
| 1988   | All-Filipino Conference        | Añejo           | 3–1   | Purefoods     | Alaska              | Robert Jaworski     |
| 1988   | PBA/IBA World Challenge Cup*   | Añejo           | 1–0   | Alaska        | Los Angeles Jaguars | Robert Jaworski     |
| 1988   | Reinforced Conference          | San Miguel      | 4–1   | Shell         | Añejo               | Norman Black        |
| 1989   | Open Conference                | San Miguel      | 4–1   | Shell         | Alaska              | Norman Black        |
| 1989   | All-Filipino Conference        | San Miguel      | 4–2   | Purefoods     | Shell               | Norman Black        |
| 1989   | Reinforced Conference          | San Miguel      | 4–1   | Añejo         | Alaska              | Norman Black        |
| 1990   | First Conference               | Shell           | 4–2   | Añejo         | San Miguel          | Arlene Rodriguez    |
| 1990   | All-Filipino Conference        | Presto          | 4–3   | Purefoods     | Añejo               | Jimmy Mariano       |
| 1990   | Third Conference               | Purefoods       | 3–2   | Alaska        | Shell               | Baby Dalupan        |
| 1991   | First Conference               | Ginebra         | 4–3   | Shell         | Sarsi               | Robert Jaworski     |
| 1991   | All-Filipino Conference        | Purefoods       | 3–2   | Sarsi         | Alaska              | Ely Capacio         |
| 1991   | Third Conférence               | Alaska          | 3–1   | Ginebra       | San Miguel          | Tim Cone            |

### 1992–2002: Ère Marquez et Bernandino
| Saison | Conférence              | Champion     | Score | Finaliste        | 3e place         | Entraîneur champion |
| ------ | ----------------------- | ------------ | ----- | ---------------- | ---------------- | ------------------- |
| 1992   | First Conference        | Shell        | 4–1   | San Miguel       | Alaska           | Rino Salazar        |
| 1992   | All-Filipino Conference | San Miguel   | 4–3   | Purefoods        | Swift            | Norman Black        |
| 1992   | Third Conference        | Swift        | 4–0   | 7-Up             | Ginebra          | Yeng Guiao          |
| 1993   | All-Filipino Cup        | Coney Island | 4–2   | San Miguel       | Swift            | Chot Reyes          |
| 1993   | Commissioner's Cup      | Swift        | 4–2   | Purefoods        | San Miguel       | Yeng Guiao          |
| 1993   | Governors' Cup          | San Miguel   | 4–1   | Swift            | Sta. Lucia       | Norman Black        |
| 1994   | All-Filipino Cup        | San Miguel   | 4–2   | Coney Island     | Alaska           | Norman Black        |
| 1994   | Commissioner's Cup      | Purefoods    | 4–1   | Alaska           | Swift            | Chot Reyes          |
| 1994   | Governors' Cup          | Alaska       | 4–2   | Swift            | Pepsi            | Tim Cone            |
| 1995   | All-Filipino Cup        | Sunkist      | 4–3   | Alaska           | Sta. Lucia       | Derrick Pumaren     |
| 1995   | Commissioner's Cup      | Sunkist      | 4–2   | Alaska           | Sta. Lucia       | Derrick Pumaren     |
| 1995   | Governors' Cup          | Alaska       | 4–3   | San Miguel       | Sunkist          | Tim Cone            |
| 1996   | All-Filipino Cup        | Alaska       | 4–1   | Purefoods        | San Miguel       | Tim Cone            |
| 1996   | Commissioner's Cup      | Alaska       | 4–3   | Shell            | Sta. Lucia       | Tim Cone            |
| 1996   | Governors' Cup          | Alaska       | 4–1   | Ginebra          | Shell            | Tim Cone            |
| 1997   | All-Filipino Cup        | Purefoods    | 4–2   | Gordon's         | Sta. Lucia       | Eric Altamirano     |
| 1997   | Commissioner's Cup      | Gordon's     | 4–2   | Alaska           | San Miguel       | Robert Jaworski     |
| 1997   | Governors' Cup          | Alaska       | 4–1   | Purefoods        | San Miguel       | Tim Cone            |
| 1998   | All-Filipino Cup        | Alaska       | 4–3   | San Miguel       | Pop Cola         | Tim Cone            |
| 1998   | Commissioner's Cup      | Alaska       | 4–2   | San Miguel       | Pop Cola         | Tim Cone            |
| 1998   | Centennial Cup*         | Mobiline     | 1–0   | Shell            | Pop Cola         | Eric Altamirano     |
| 1998   | Governors' Cup          | Shell        | 4–3   | Mobiline         | Purefoods        | Perry Ronquillo     |
| 1999   | All-Filipino Cup        | Shell        | 4–2   | Tanduay          | Barangay Ginebra | Perry Ronquillo     |
| 1999   | Commissioner's Cup      | San Miguel   | 4–2   | Shell            | Alaska           | Jong Uichico        |
| 1999   | Governors' Cup          | San Miguel   | 4–2   | Alaska           | Tanduay          | Jong Uichico        |
| 2000   | All-Filipino Cup        | Alaska       | 4–1   | Purefoods        | Tanduay          | Tim Cone            |
| 2000   | Commissioner's Cup      | San Miguel   | 4–1   | Sta. Lucia       | Alaska           | Jong Uichico        |
| 2000   | Governors' Cup          | San Miguel   | 4–1   | Purefoods        | Red Bull         | Jong Uichico        |
| 2001   | All-Filipino Cup        | San Miguel   | 4–2   | Barangay Ginebra | Pop Cola         | Jong Uichico        |
| 2001   | Commissioner's Cup      | Red Bull     | 4–2   | San Miguel       | Alaska           | Yeng Guiao          |
| 2001   | Governors' Cup          | Sta. Lucia   | 4–2   | San Miguel       | Shell            | Norman Black        |
| 2002   | Governors' Cup          | Purefoods    | 4–3   | Alaska           | Coca-Cola        | Ryan Gregorio       |
| 2002   | Commissioner's Cup      | Red Bull     | 4–3   | Talk 'N Text     | San Miguel       | Yeng Guiao          |
| 2002   | All-Filipino Cup        | Coca-Cola    | 3–1   | Alaska           | San Miguel       | Chot Reyes          |

### 2003–2010: Ère Eala et Barrios
| Saison  | Conférence            | Champion         | Score | Finaliste        | 3e place     | Entraîneur champion |
| ------- | --------------------- | ---------------- | ----- | ---------------- | ------------ | ------------------- |
| 2003    | All-Filipino Cup      | Talk 'N Text     | 4–2   | Coca-Cola        | Alaska       | Joel Banal          |
| 2003    | Invitational Cup      | Alaska           | 2–1   | Coca-Cola        | FedEx        | Tim Cone            |
| 2003    | Reinforced Conference | Coca-Cola        | 4–3   | San Miguel       | Talk 'N Text | Chot Reyes          |
| (2004)  | Fiesta Conference     | Barangay Ginebra | 3–1   | Red Bull         | Talk 'N Text | Siot Tanquingcen    |
| 2004–05 | Philippine Cup        | Barangay Ginebra | 4–2   | Talk 'N Text     | San Miguel   | Siot Tanquingcen    |
| 2004–05 | Fiesta Conference     | San Miguel       | 4–1   | Talk 'N Text     | Shell        | Jong Uichico        |
| 2005–06 | Fiesta Conference     | Red Bull         | 4–2   | Purefoods        | Air21        | Yeng Guiao          |
| 2005–06 | Philippine Cup        | Purefoods        | 4–2   | Red Bull         | Alaska       | Ryan Gregorio       |
| 2006–07 | Philippine Cup        | Barangay Ginebra | 4–2   | San Miguel       | Talk 'N Text | Jong Uichico        |
| 2006–07 | Fiesta Conference     | Alaska           | 4–3   | Talk 'N Text     | Red Bull     | Tim Cone            |
| 2007–08 | Philippine Cup        | Sta. Lucia       | 4–3   | Purefoods        | Red Bull     | Boyet Fernandez     |
| 2007–08 | Fiesta Conference     | Barangay Ginebra | 4–3   | Air21            | Red Bull     | Jong Uichico        |
| 2008–09 | Philippine Cup        | Talk 'N Text     | 4–3   | Alaska           | Sta. Lucia   | Chot Reyes          |
| 2008–09 | Fiesta Conference     | San Miguel       | 4–3   | Barangay Ginebra | Burger King  | Siot Tanquingcen    |
| 2009–10 | Philippine Cup        | Purefoods        | 4–0   | Alaska           | San Miguel   | Ryan Gregorio       |
| 2009–10 | Fiesta Conference     | Alaska           | 4–2   | San Miguel       | Talk 'N Text | Tim Cone            |

### 2010-2015: Ère C. Salud
| Saison  | Conférence         | Champion       | Score | Finaliste        | Entraîneur champion |
| ------- | ------------------ | -------------- | ----- | ---------------- | ------------------- |
| 2010–11 | Philippine Cup     | Talk 'N Text   | 4–2   | San Miguel       | Chot Reyes          |
| 2010–11 | Commissioner's Cup | Talk 'N Text   | 4–2   | Barangay Ginebra | Chot Reyes          |
| 2010–11 | Governors' Cup     | Petron Blaze   | 4–3   | Talk 'N Text     | Ato Agustin         |
| 2011–12 | Philippine Cup     | Talk 'N Text   | 4–1   | Powerade         | Chot Reyes          |
| 2011–12 | Commissioner's Cup | B-Meg          | 4–3   | Talk 'N Text     | Tim Cone            |
| 2011–12 | Governors' Cup     | Rain or Shine  | 4–3   | B-Meg            | Yeng Guiao          |
| 2012–13 | Philippine Cup     | Talk 'N Text   | 4–0   | Rain or Shine    | Norman Black        |
| 2012–13 | Commissioner's Cup | Alaska         | 3–0   | Barangay Ginebra | Luigi Trillo        |
| 2012–13 | Governors' Cup     | San Mig Coffee | 4–3   | Petron Blaze     | Tim Cone            |
| 2013–14 | Philippine         | San Mig Coffee | 4–2   | Rain or Shine    | Tim Cone            |
| 2013–14 | Commissioner's     | San Mig Coffee | 3–1   | Talk 'N Text     | Tim Cone            |
| 2013–14 | Governors'         | San Mig Coffee | 3–2   | Rain or Shine    | Tim Cone            |
| 2014–15 | Philippine         | San Miguel     | 4–3   | Alaska           | Leo Austria         |
| 2014–15 | Commissioner's     | Talk 'N Text   | 4–3   | Rain or Shine    | Jong Uichico        |
| 2014–15 | Governors'         | San Miguel     | 4–0   | Alaska           | Leo Austria         |

### Depuis 2015: Ère Narvasa
| Saison  | Conférence     | Champion          | Score | Finaliste        | Entraîneur champion |
| ------- | -------------- | ----------------- | ----- | ---------------- | ------------------- |
| 2015–16 | Philippine     | San Miguel        | 4–3   | Alaska           | Leo Austria         |
| 2015–16 | Commissioner's | Rain or Shine     | 4–2   | Alaska           | Yeng Guiao          |
| 2015–16 | Governors'     | Barangay Ginebra  | 4–2   | Meralco          | Tim Cone            |
| 2016–17 | Philippine     | San Miguel        | 4–1   | Barangay Ginebra | Leo Austria         |
| 2016–17 | Commissioner's | San Miguel        | 4–2   | TNT              | Leo Austria         |
| 2016–17 | Governors'     | Barangay Ginebra  | 4–3   | Meralco          | Tim Cone            |
| 2017–18 | Philippine     | San Miguel        | 4–1   | Magnolia         | Leo Austria         |
| 2017–18 | Commissioner's | Barangay Ginebra  | 4–2   | San Miguel       | Tim Cone            |
| 2017–18 | Governors'     | Magnolia Hotshots | 4–2   | Alaska           | Chito Victolero     |
| 2018–19 | Philippine     | San Miguel        | 4–3   | Magnolia         | Leo Austria         |
| 2018–19 | Commissioner's | San Miguel        | 4–2   | TNT              | Leo Austria         |
| 2018–19 | Governors'     | Barangay Ginebra  | 4–1   | Meralco          | Tim Cone            |
| 2019–20 | Philippine     | Barangay Ginebra  | 4–1   | TNT              | Tim Cone            |
| 2019–20 | Commissioner's | Annulé : Covid-19 |       |                  |                     |
| 2019–20 | Governors'     | Annulé : Covid-19 |       |                  |                     |

## Bilan par club
| Franchise                                                                               | Champion | Finaliste | 3e place | Total de trophées | Dernier titre           |
| --------------------------------------------------------------------------------------- | -------- | --------- | -------- | ----------------- | ----------------------- |
| San Miguel / Petron / Magnolia / Gold Eagle / Royal                                     | 27       | 15        | 15       | 57                | 2019 Commissioner's     |
| Alaska / Hills Bros.                                                                    | 14       | 17        | 12       | 43                | 2013 Commissioner's     |
| Star / Purefoods / San Mig Coffee / B-Meg / Coney Island                                | 14       | 16        | 1        | 31                | 2018 Governors'         |
| Barangay Ginebra / Ginebra / Gordon's Gin / Tondeña / Añejo / Gilbey's Gin / St. George | 13       | 14        | 7        | 34                | 2020 Philippine         |
| Crispa                                                                                  | 13       | 7         | 4        | 24                | 1984 First All-Filipino |
| Toyota                                                                                  | 9        | 9         | 3        | 21                | 1982 Open               |
| TNT / Talk 'N Text / Mobiline / 7-Up / Pepsi                                            | 7        | 12        | 5        | 22                | 2015 Commissioner's     |
| Great Taste / Presto                                                                    | 6        | 4         | 4        | 14                | 1990 All-Filipino       |
| Shell                                                                                   | 4        | 5         | 6        | 15                | 1999 All-Filipino       |
| Diet Sarsi / Swift / Sunkist / Pop Cola                                                 | 4        | 3         | 7        | 14                | 1995 Commissioner's     |
| Tanduay                                                                                 | 3        | 2         | 8        | 13                | 1987 Open               |
| Red Bull                                                                                | 3        | 2         | 4        | 9                 | 2005-06 Fiesta          |
| Rain or Shine / Welcoat                                                                 | 2        | 4         | 0        | 6                 | 2016 Commissioner's     |
| Coca-Cola / Powerade                                                                    | 2        | 3         | 1        | 6                 | 2003 Reinforced         |
| U/Tex                                                                                   | 2        | 2         | 5        | 9                 | 1980 Open               |
| Sta. Lucia                                                                              | 2        | 1         | 6        | 9                 | 2007-08 Philippine      |
| Northern Cement*                                                                        | 1        | 0         | 2        | 3                 | 1985 Reinforced         |
| Nicholas Stoodley (États-Unis)*                                                         | 1        | 0         | 0        | 1                 | 1980 Invitational       |
| Beer Hausen / Manila Beer                                                               | 0        | 3         | 1        | 4                 | —                       |
| Meralco                                                                                 | 0        | 3         | 0        | 3                 | —                       |
| Barako Bull / FedEx / Air21 / Burger King                                               | 0        | 1         | 2        | 3                 | —                       |
| Noritake / Mariwasa                                                                     | 0        | 1         | 2        | 3                 | —                       |
| Filmanbank                                                                              | 0        | 1         | 0        | 1                 | —                       |
| Adidas (France)*                                                                        | 0        | 0         | 1        | 1                 | —                       |
| Emtex (Brésil)*                                                                         | 0        | 0         | 1        | 1                 | —                       |
| Corée du Sud*                                                                           | 0        | 0         | 1        | 1                 | —                       |

- Franchise disparue
  - Équipe invitée

## Salles

### Salles principales
| Salle                  | Salle | Lieu        | |
| ---------------------- | ----- | ----------- | --- |
| Smart Araneta Coliseum |       | Quezon City | Sert comme salle principale. |
| Mall of Asia Arena     |       | Pasay       | Sert lorsque la Smart Araneta Coliseum est indisponible.                                                                                 |
| Cuneta Astrodome       |       | Pasay       | Sert lorsque la Smart Araneta Coliseum et la Mall of Asia Arena sont indisponibles.                                                      |
| Ynares Center          |       | Antipolo    | Sert en tant que salle hors de la métropole de Manille et lorsque la Smart Araneta Coliseum et la Mall of Asia Arena sont indisponibles. |

### Autres salles utilisées dans la métropole de Manille
| Salle                    | Lieu        | Dernier match                                                         |
| ------------------------ | ----------- | --------------------------------------------------------------------- |
| Muntinlupa Sports Center | Muntinlupa  | 14 mars 2009 (Talk 'N Text Tropang Texters contre Burger King Titans) |
| JCSGO Gym                | Quezon City | 16 octobre 2008 (Alaska Aces contre Red Bull Barako)                  |
| Ynares Sports Arena      | Pasig       |                                                                       |
| Olivarez Sports Center   | Parañaque   | 27 novembre 2008 (Barangay Ginebra Kings contre Coca-Cola Tigers)     |
| PhilSports Arena         | Pasig       | 21 mai 2006 (Red Bull Barako contre Coca-Cola Tigers)                 |
| Filoil Flying V Arena    | San Juan    | 15 octobre 2011 (Meralco Bolts contre B-Meg Llamados)                 |
| Ninoy Aquino Stadium     | Manila      |                                                                       |